# Mariä Himmelfahrt (Kirchreit)

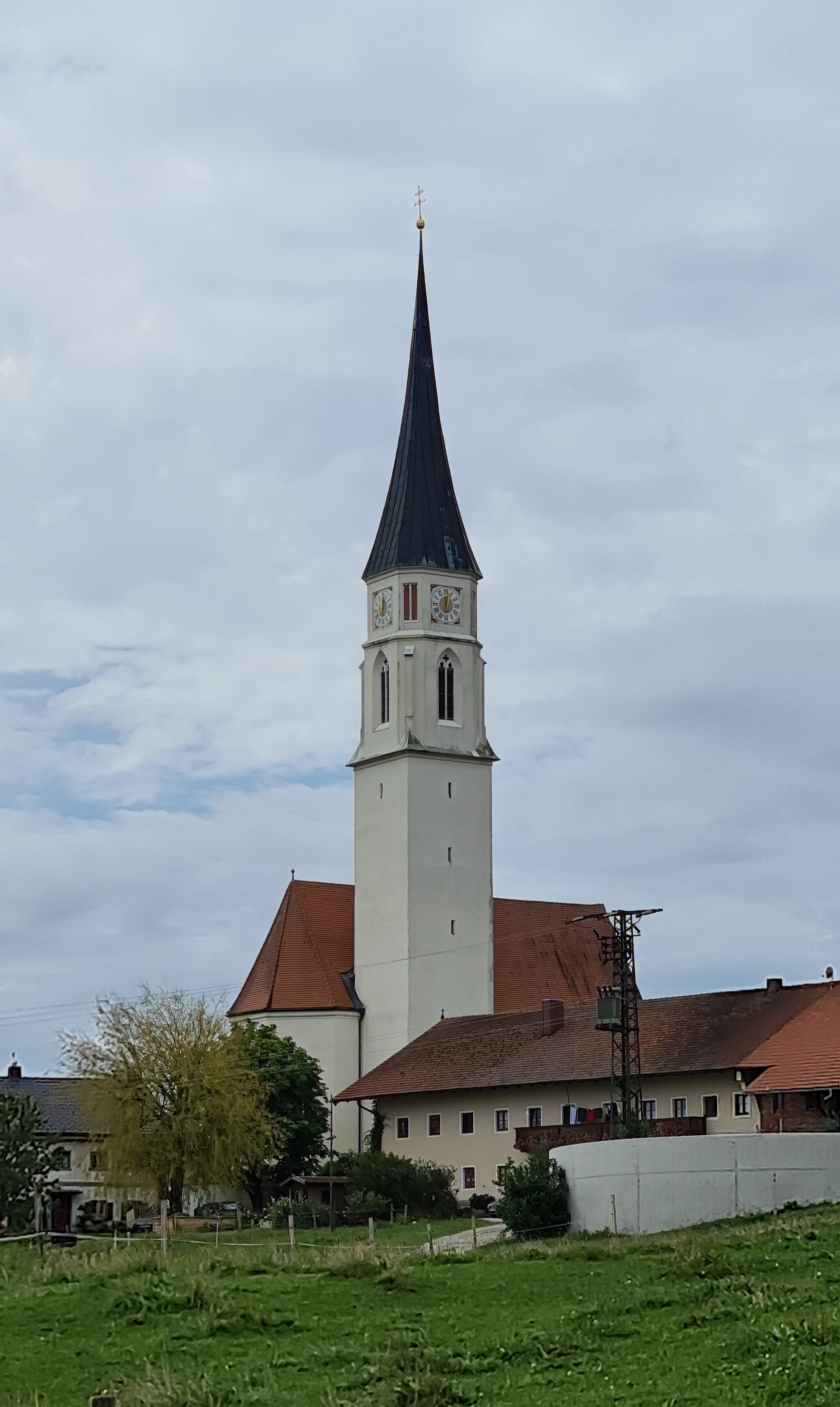
Mariä Himmelfahrt in Kirchreit

Innenansicht

Die römisch-katholische Filialkirche St. Mariä Himmelfahrt steht in Kirchreit, einem Gemeindeteil von Soyen im oberbayerischen Landkreis Rosenheim. Das Bauwerk ist in der Liste der Baudenkmäler in Soyen als Baudenkmal unter der Nr. D-1-87-176-7 eingetragen. Das Patrozinium der Kirche wird am 15. August (Mariä Himmelfahrt) gefeiert. Die Kirche gehört zum Dekanat Rosenheim im Erzbistum München und Freising.

## Beschreibung
Die spätgotische Saalkirche wurde im 15. Jahrhundert erbaut. Sie besteht aus dem Langhaus zu drei Jochen, dem eingezogenen, dreiseitig geschlossenen Chor im Osten und dem Chorflankenturm an der Nordwand des Chors. Der mit einem spitzen Helm abgeschlossene Turm erhielt 1871 zwei Obergeschosse für den Glockenstuhl und die Turmuhr. An der Westfassade steht ein Vorbau mit dem Portal.
Die Orgel wurde 1869 von Jakob Müller gebaut.